# Liste des lacs de Corse
Cet article présente les principaux lacs naturels et artificiels situés en Corse.

## Lacs naturels

### Massif du Monte Cinto
- Lac d'Argento (2 294 m)
- Lac du Ceppu (1 793 m)
- Lac du Cinto (2 289 m)
- Lac de Ghiarghe Rosse (2 175 m)

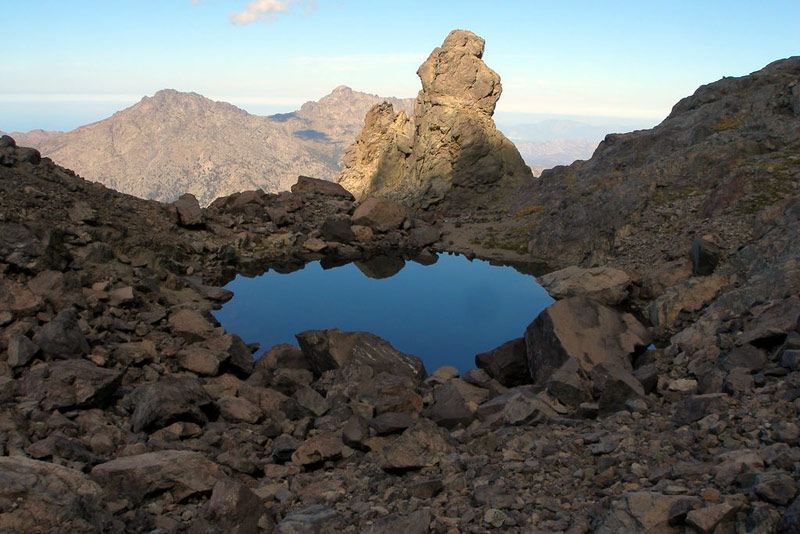
Le Lac d'Argento (2294 m).

- Lac de Lancone Sottano (2 155 m)
- Lac Maggiore (2 267 m)
- Lac de la Muvrella (1 868 m)
- Lac d'Occhi Neri (2 165 m)
- Lac de la Paglia Orba (1 515 m)

### Massif du Monte Rotondo

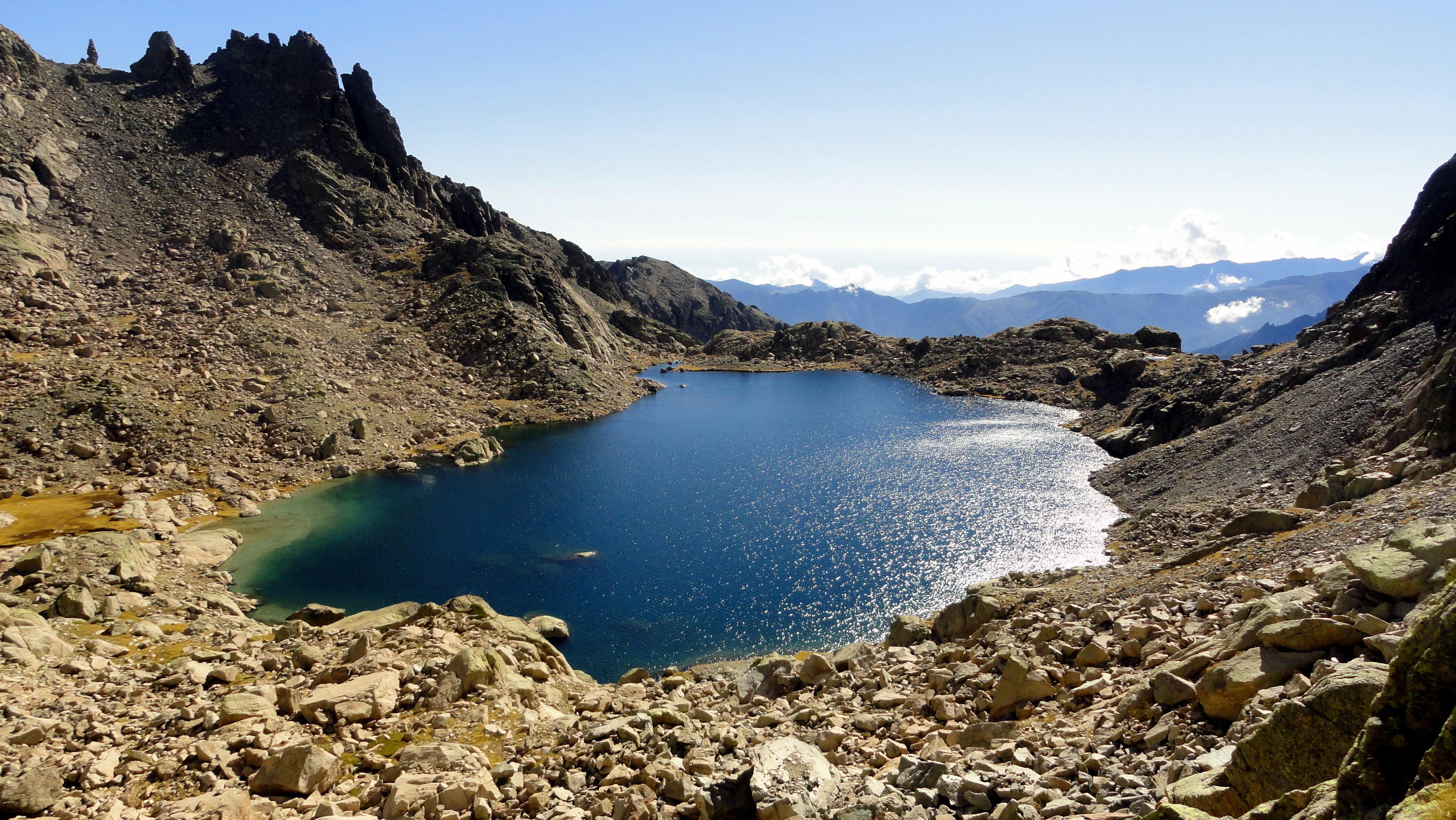
Le Lac de Bettaniella ou lac du Rotondo (2321 m).

- Lac de Bettaniella ou lac du Rotondo (2 321 m)
- Lac de Capitello (1 930 m)
- Lac de Cavacciole (2 015 m)
- Lac de Creno (1 310 m)
- Lac de Galiera (2 442 m)
- Étang de Gialicatapiano (1 523 m)
- Lac de Goria (1 852 m)
- Lac de Lavigliolu (1 834 m)
- Lac de Melo (1 711 m)
- Lac de Nino (1 743 m)
- Lac de l'Oriente (2 061 m)
- Grand lac d'Oro (1 970 m)
- Petit lac d'Oro (1 563 m)
- Lac de Pozzolo (2 348 m)
- Lac de Rinella Soprano (2 135 m)
- Lac de Rinella Sottano (1 940 m)
- Grand lac de Rinoso (2 065 m)
- Petit lac de Rinoso (2 082 m)
- Lac de San Ciprianu (1 948 m)
- Lac de Scapuccioli (2 338 m)
- Lac de Soglia (1 870 m)
- Lac de Sorbi (2 060 m)

### Massif du Monte Renoso
- Lac d'Alzeta (1 690 m)
- Lac de Bastani (2 092 m)
- Lac de Bracca (2 085 m)
- Lac de Nielluccio (1 919 m)
- Lac de Rina Soprano (1 882 m)
- Lac de Rina Sottano (1 806 m)
- Lac de Vitalaca (1 777 m)

### Massif de l'Incudine
- Lac du Monte Tignoso (1 235 m)

## Lacs artificiels
- Lac de l'Alesani (147 m)
- Lac d'Alzitone[1] (62 m)
- Lac de l'Argentella (45 m)
- Lac de Bacciana[2] (alt. 54 m)
- Lac de Calacuccia (793 m)
- Lac de Calca Tavulaghjiu (50 m)
- Lac de Codole (108 m)
- Lac de Corscia[3] (673 m)
- Lac de l'Ortolo (180 m)
- Lac de l'Ospedale (945 m)
- Lac de Padula (60 m)
- Lac de Peri[4](76 m)
- Lac de Sampolo (365 m)
- Lac de Talza /Figari (42 m)
- Lac de Teppe Rosse[5] (32 m)
- Lac de Tolla (552 m)
- Lac de Trevadine (153 m)
- Lac du Rizzanese/Zoza (530 m)

## Littoral
- Étang de Balistra (0 m)
- Étang de Biguglia (0 m)
- Étang de Crovani (0 m)
- Étang de Diane (0 m)
- Étang de Palo (0 m)
- Étang de Santa Giulia (0 m)
- Étang d'Urbino (0 m)